# Raggruppamento Democratico del Popolo Camerunese
Il Raggruppamento Democratico del Popolo Camerunese (in francese: Rassemblement démocratique du Peuple Camerounais - RDPC; in inglese: Cameroon People's Democratic Movement - CPDM) è un partito politico camerunese nazionalista fondato nel 1965, con la denominazione di Unione Nazionale Camerunese (Union nationale camérounaise - UNC / Cameroonian National Union - CNU), a seguito della confluenza di due principali soggetti politici:
- l'Unione Camerunese (Union camérounaise/Cameroonian Union), fondata nel 1958 da Ahmadou Ahidjo;
- il Partito Democratico Nazionale del Camerun (Kamerun National Democratic Party), fondato nel 1955 da John Ngu Foncha.

Il partito assunse l'odierna denominazione nel 1985. Fu l'unico soggetto politico ammesso nel Paese fino al 1990, quando furono legalizzati i partiti di opposizione.
Leader del partito è Paul Biya, presidente del Camerun dal 1982.

## Risultati
| Elezione          | Seggi     |
| ----------------- | --------- |
| Parlamentari 1992 | 88 / 180  |
| Parlamentari 1997 | 109 / 180 |
| Parlamentari 2002 | 149 / 180 |
| Parlamentari 2007 | 153 / 180 |
| Parlamentari 2013 | 148 / 180 |
| Parlamentari 2020 | 139 / 180 |

| Elezione           | Elezione | Candidato | Voti      | %     | Esito     |
| ------------------ | -------- | --------- | --------- | ----- | --------- |
| Presidenziali 2011 | I turno  | Paul Biya | 3.772.527 | 77,99 | ✔️ Eletto |
| Presidenziali 2018 | I turno  | Paul Biya | 2.521.934 | 71,28 | ✔️ Eletto |